# カスプ形式
カスプ形式(cusp form)、もしくは尖点形式とは、モジュラー形式のうちカスプでのフーリエ級数展開の定数項が 0 であるものをいう。

## 概要
カスプ形式はフーリエ級数展開（q-展開(q-expansion)を参照）
{\displaystyle \Sigma a_{n}q^{n}}
の定数係数 a0 が 0 である。このフーリエ展開は、変換
{\displaystyle z\mapsto z+1}
の上半平面のモジュラー群の作用の結果として現れる。
他の群の場合には、複数のカスプを持つ場合があり、それに応じて複数のフーリエ展開を持つこととなる。どのカスプにおいても、q → 0 としたときの極限は上半平面の z の虚部を → ∞ としたときの極限である。商をとるとこの極限はモジュラー曲線のカスプ(cusp)に対応している。カスプ形式の定義は全てのカスプでゼロとなるようなモジュラー形式となる。

## 次元
カスプ形式の空間の次元は、リーマン・ロッホの定理を通して、原理的には計算できる。例えば、重さ 12 のカスプ形式の空間の次元は 1 であることが計算できる。このことから、有名なラマヌジャン函数 τ(n) を、a1 = 1 であるようなモジュラー群の重さ 12 のカスプ形式のフーリエ係数として定義する事が意味を持つ。さらにヘッケ作用素が定数倍であることもわかる（ラマヌジャンの等式のモーデルによる証明）。重さ 12 のカスプ形式はモジュラ判別式（すなわち楕円曲線のヴァイエルシュトラスの方程式の右辺の 3 乗の判別式）
Δ(z, q),
およびデデキントのエータ函数の 24 乗と定数倍を除いて等しい。フーリエ係数は、
τ(n)
であり、とくに τ(1) = 1 のものがラマヌジャンのタウ函数と呼ばれる。 

## 関連する概念
より一般の保型形式においては、スペクトル論の「離散スペクトル」／「連続スペクトル」とそれに伴う「離散系列の表現」／「誘導表現」という区分において、カスプ形式はアイゼンシュタイン級数を補完する形になっている。すなわち、アイゼンシュタイン級数は、カスプでの与えられた値をとるように「設計」されている。放物部分群(parabolic subgroup)の理論や対応するカスプ表現の理論に基づいた一般論がある。